# Codex diplomaticus et epistolaris Moraviae
Codex diplomaticus et epistolaris Moraviae (CDM) — збірник писемних історичних джерел з території Моравії, від найдавніших часів до 1411 року. Складається з 15 томів. Виданий протягом 1836-1903 років в Оломоуці. Засновником видання був Антонін Бочек, який як професор чеської мови та літератури в Академії маєтків в Оломоуці, а потім архівіст пізнішого Моравського провінційного архіву в Брно видав перші 4 томи матеріалів до 1293 року. Томи 5 – 15 видані у 1850–1903 роках у Брно. Після смерті Бочека в 1847 році видавцями були моравські архівісти Йозеф Хитіль, Петер Хлумецький, Вінценц Брандл і Бертольд Бретгольц. Тексти документів опубліковані без будь-якого критичного апарату і не завжди точно, що особливо стосується томів Бочека, які їхній видавець також обтяжував численними підробками з власної майстерні, остаточну ідентифікацію яких здійснив Їндржіх Шебанек у 1936 році. 14 і 15 томи видані на належному академічному рівні. Після Другої світової війни Ладислав Госак за допомогою своїх оломоуцьких учнів підготував додаткові додатки до CDM, але вони залишилися лише в рукописі.

## Томи
| CDM I     | 396 – 1199          | Antonín Boček                               | Olomouc, 1836 |
| CDM II    | 1200 – 1240         | Antonín Boček                               | Olomouc, 1839 |
| CDM III   | 1241 – 1267         | Antonín Boček                               | Olomouc, 1841 |
| CDM IV    | 1268 – 1293         | Antonín Boček                               | Olomouc, 1845 |
| CDM V     | 1294 – 1306         | připravil Antonín Boček, vydal Josef Chytil | Brno, 1850    |
| CDM VI    | 1307 – 1333         | Josef Chytil                                | Brno, 1854    |
| CDM VII/1 | 1334 – 1345         | Josef Chytil                                | Brno, 1858    |
| CDM VII/2 | 1345 – 1349         | Josef Chytil                                | Brno, 1860    |
| CDM VII/3 | dodatky 830 – 1347  | Josef Chytil                                | Brno, 1864    |
| CDM VIII  | 1350 – 1355         | Vincenc Brandl                              | Brno, 1874    |
| CDM IX    | 1356 – 1366         | Vincenc Brandl                              | Brno, 1875    |
| CDM X     | 1367 – 1375         | Vincenc Brandl                              | Brno, 1878    |
| CDM XI    | 1375 – 1390         | Vincenc Brandl                              | Brno, 1885    |
| CDM XII   | 1391 – 1399         | Vincenc Brandl                              | Brno, 1890    |
| CDM XIII  | 1400 – 1407         | Vincenc Brandl                              | Brno, 1897    |
| CDM XIV   | 1408 – 1411         | Bertold Bretholz                            | Brno, 1903    |
| CDM XV    | dodatky 1207 – 1408 | Bertold Bretholz                            | Brno, 1903    |